# Mark Edmondson
Mark Edmondson, avstralski tenisač, * 24. junij 1954, Gosford, Novi Južni Wales, Avstralija.
Mark Edmondson je zmagovalec enega posamičnega turnirja za Grand Slam in petih v konkurenci moških dvojic. Uspeh kariere je dosegel leta 1976, ko je kot zadnji domači tenisač osvojil turnir za Odprto prvenstvo Avstralije, v finalu je v štirih nizih premagal Johna Newcomba. Na turnirjih za Odprto prvenstvo Anglije se mu je najdlje uspelo uvrstiti v polfinale leta  1982, na turnirjih za Odprto prvenstvo ZDA v tretji krog v letih 1977, 1981 in 1983, na turnirjih za Odprto prvenstvo Francije pa v drugi krog leta 1977. Najvišjo uvrstitev na moški teniški lestvici je dosegel 17. maja 1982, ko je zasedal petnajsto mesto. V konkurenci moških dvojic je štirikrat osvojil Odprto prvenstvo Avstralije, v letih 1980, 1981, 1983 in 1984, ter enkrat Odprto prvenstvo Francije, leta 1985.

## Finali Grand Slamov (1)

### Zmage (1)
| Leto | Turnir                      | Nasprotnik v finalu | Rezultat finala    |
| 1976 | Odprto prvenstvo Avstralije | John Newcombe       | 6–7, 6–3, 7–6, 6–1 |